# Paratebueno (ort)
Paratebueno är en ort i Colombia.   Den ligger i departementet Cundinamarca, i den centrala delen av landet, 100 km öster om huvudstaden Bogotá. Paratebueno ligger 262 meter över havet och antalet invånare är 2 027.
Terrängen runt Paratebueno är platt åt sydost, men åt nordväst är den kuperad. Runt Paratebueno är det glesbefolkat, med 11 invånare per kvadratkilometer. Det finns inga andra samhällen i närheten. Omgivningarna runt Paratebueno är huvudsakligen savann.